# Église Saint-Jean-Baptiste de Wattwiller
L'église Saint-Jean-Baptiste est un monument historique situé à Wattwiller, dans le département français du Haut-Rhin.

## Localisation
Ce bâtiment est situé à Wattwiller.

## Historique
L'église est construite au XIVe siècle.
L'édifice fait l'objet d'un classement au titre des monuments historiques depuis 1920.